# Kolej Cegielni Igloobud
Kolej cegielni Igloobud – nieistniejąca wąskotorowa linia kolejowa łącząca cegielnię Igloobud w Dębicy z kopalnią iłów w dzielnicy Wolica. Zbudowana w 1968 r. po wyczerpaniu złóż w sąsiedztwie cegielni. Służyła do przewozu surowca z kopalni do zakładu. Składy kursowały kilka razy dziennie po 4-kilometrowej trasie w dni robocze. Ostatni pociąg towarowy przejechał w 2008 r., rozebrana została rok później.
W 2001 roku kolej miała dwie sprawne lokomotywy WLs50 i 22 wagony - koleby. Pochodzący z kolei tabor: lokomotywa Wls50-2068 oraz koleba są obecnie eksponatami Muzeum Regionalnego w Dębicy.

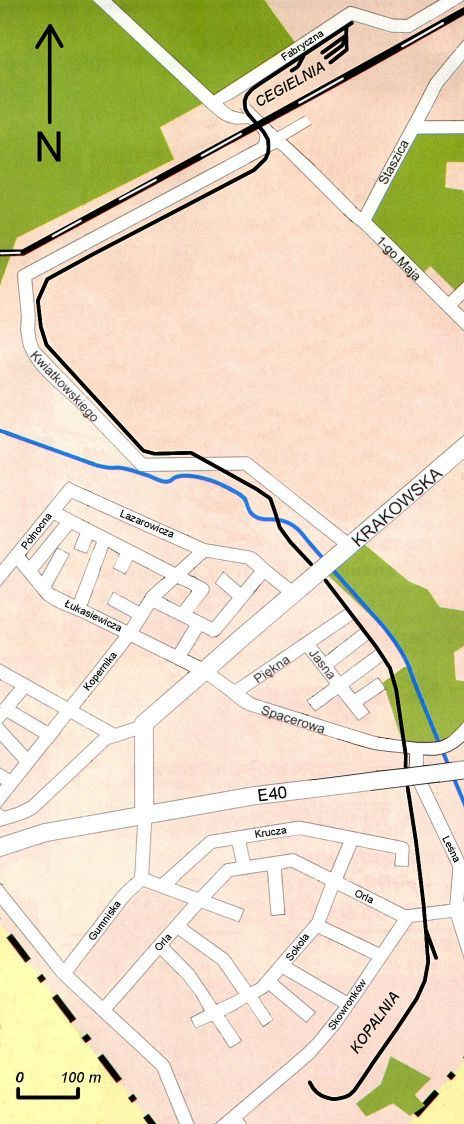
Schemat linii (stan na 2001)

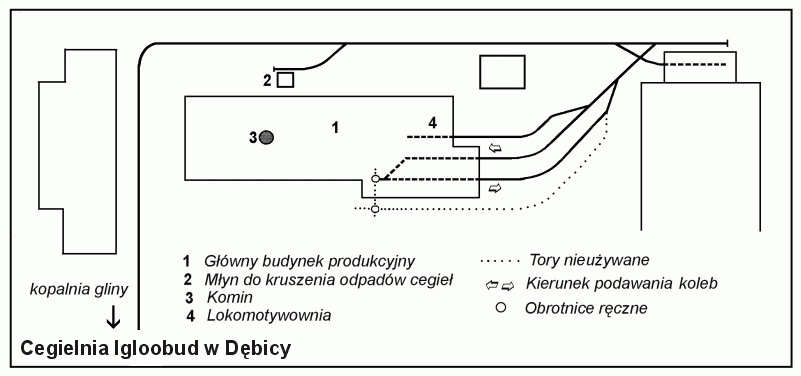
Schemat torów na terenie cegielni (stan na 2001)